# Apu Ollantay
Apu Ollantay è un poema drammatico quechua, considerato il più antico giunto sino a noi. Il primo manoscritto di cui si abbia notizia è appartenuto al sacerdote Antonio Valdez, considerato da alcuni l'autore originale dell'opera. Nonostante il brano sia in lingua quechua, la trama è molto influenzata dal dramma spagnolo.

## Origini
Secondo le teorie più accreditate si tratta di opera incaica o coloniale con influssi derivanti dalla dominazione spagnola.

## Struttura
L'opera si compone di tre Jornadas ed è scritta in versi brevi e irregolari.

## Trama
Viene raccontata una storia d'amore contrastata che intercorreva fra il giovane e valoroso generale degli eserciti Inca Ollantay e Qoyllur, la figlia del re inca Pachacútec. L'ostacolo è rappresentato dalla differenza di condizione sociale. Non appena la principessa rimane incinta, viene fatta imprigionare dal padre nella Casa delle Vergini del Sole. La loro bambina verrà allevata in un convento. Ollantay fugge lontano, ma tempo dopo giunge a scontrarsi in armi con il sovrano. Tuttavia, dopo essere stato catturato, Ollantay fu perdonato da Túpac Yupanqui, il nuovo imperatore inca che era succeduto al padre, rimasto ucciso. Il sovrano, grazie alla nipotina, riesce infine a ricomporre la coppia Ollantay-Qoyllur, inaugurando tempi nuovi per l'Impero inca.

## Cultura di massa
Dal dramma incaico, l'argentino Ricardo Rojas ha tratto la tragedia Ollantay (1938).